# Fuente Saint-Sulpice
La Fuente Saint-Sulpice (en francés: Fontaine Saint-Sulpice) (también conocida como la Fontaine de la place Saint-Sulpice o como la Fontaine des Orateurs-Sacré) es una fuente monumental situada en la plaza de Saint-Sulpice, en el distrito 6 de París, la ciudad capital de Francia. Fue construida entre 1843 y 1848 por el arquitecto Louis Visconti, quien también diseñó la tumba de Napoleón.
Las cuatro figuras de la fuente representan cuatro figuras religiosas francesas famosas por su elocuencia en el siglo XVII.
- Bossuet, Norte, estatua obra de Jean-Jacques Feuchère.
- Fénelon, Este, estatua de François Lanno.
- Fléchier, Oeste, estatua de Louis Desprez.
- Massillon, Sur, estatua de Jacques-Auguste Fauginet, completada por Fouquiet después de la muerte de Fauginet.